# Walter Lang (regisseur)
Walter Lang (Memphis, 10 augustus 1896 – Palm Springs, 7 februari 1972) was een Amerikaans filmregisseur.

## Loopbaan
Lang regisseerde tientallen films tussen 1925 en 1961. Hij werd eenmaal genomineerd voor de Oscar voor beste regisseur in 1957 voor The King and I. Lang kreeg zijn herdenkingsster op de Hollywood Walk of Fame.

## Filmografie
- 1925: The Red Kimono
- 1926: The Earth Woman
- 1926: The Golden Web
- 1926: Money to Burn
- 1927: The Ladybird
- 1927: The Satin Woman
- 1927: Sally in Our Alley
- 1927: By Whose Hand?
- 1927: The College Hero
- 1928: The Night Flyer
- 1928: The Desert Bride
- 1929: The Spirit of Youth
- 1930: Hello Sister
- 1930: Cock o' the Walk
- 1930: The Big Fight
- 1930: The Costello Case
- 1930: Brothers
- 1931: Command Performance
- 1931: Hell Bound
- 1931: Women Go on Forever
- 1932: No More Orchids
- 1933: The Warrior's Husband
- 1933: Meet the Baron
- 1934: Whom the Gods Destroy
- 1934: The Party's Over
- 1934: The Mighty Barnum
- 1935: Carnival
- 1935: Hooray for Love
- 1936: Love Before Breakfast
- 1937: Top of the Town
- 1937: Wife, Doctor and Nurse
- 1937: Second Honeymoon
- 1938: The Baroness and the Butler
- 1938: I'll Give a Million
- 1939: The Little Princess
- 1939: Susannah of the Mounties
- 1940: The Blue Bird
- 1940: Star Dust
- 1940: The Great Profile
- 1940: Tin Pan Alley
- 1941: Moon Over Miami
- 1941: Week-End in Havana
- 1942: Song of the Islands
- 1942: The Magnificent Dope
- 1943: Coney Island
- 1944: Greenwich Village
- 1945: State Fair
- 1946: Claudia and David
- 1946: Sentimental Journey
- 1947: Mother Wore Tights
- 1948: Sitting Pretty
- 1948: When My Baby Smiles at Me
- 1949: You're My Everything
- 1950: Cheaper by the Dozen
- 1950: The Jackpot
- 1951: On the Riviera
- 1952: With a Song in My Heart
- 1953: Call Me Madam
- 1954: There's No Business Like Showbusiness
- 1956: The King and I
- 1957: Desk Set
- 1959: But Not for Me
- 1960: Can-Can
- 1961: The Marriage-Go-Round
- 1961: Snow White and the Three Stooges